# Christoph Caesar
Christoph Caesar (selten auch Cäsar; * 24. April 1540 in Preußisch Eylau; † 16. August 1604 in Halle an der Saale) war ein deutscher Pädagoge und Dichter.

## Leben
Caesar wurde als Sohn des Bürgermeisters von Eylau geboren. Er durchlief die Schule seiner Heimatstadt und immatrikulierte sich 1558 an der Universität Wittenberg. Dort studierte er insbesondere bei Philipp Melanchton und erlangte die Magisterwürde. Anschließend kehrte er 1561 nach Eylau zurück und bekam dort das Rektorat der Schule übertragen. Nach drei Jahren legte er sein Amt wieder nieder. Als Hofmeister von Sprösslingen der Familie von Creutz kam er 1564 an die Universität Leipzig. In dieser Zeit begann er Vorlesungen an der Leipziger Universität zu halten.
Caesar wurde 1572 vom Rat der Stadt Halle zum Konrektor des 1565 gegründeten Lutherischen Gymnasium ernannt. 1583 wurde er dessen Rektor und war 1600 an der Ausarbeitung der Schulordnung maßgeblich beteiligt. Daneben betätigte er sich als lateinischer Dichter. Er gilt als einer der Begründer der Halleschen Schulkömdie.
Der Übersetzer Joachim Caesar war sein Sohn.

## Werke (Auswahl)
- Institutiones grammaticae latinae, Halle an der Saale 1592.
- Elegia in effigiem, Wittenberg 1594.
- Salagastiana, poemata diversis temporum occasionibus scripta, Gerber, Halle an der Saale 1598.
- Elegia de cruce, Halle an der Saale 1598.
- In Solennitatem Nuptiarum Secundarum Reverenda dignitate, excellente doctrina, Hynitsch, Halle an der Saale 1602.